# Дулгеру
Дулгеру (рум. Dulgheru) — село у повіті Констанца в Румунії. Входить до складу комуни Сараю.
Село розташоване на відстані 172 км на схід від Бухареста, 66 км на північний захід від Констанци, 81 км на південь від Галаца.

## Населення
За даними перепису населення 2002 року у селі проживали 587 осіб, усі — румуни. Усі жителі села рідною мовою назвали румунську.